# Richard Gottlieb Wilhelm von Doderer

Wappen derer von Doderer

Richard Gottlieb Wilhelm Ritter von Doderer (* 28. Oktober 1876 in Wien; † 24. Mai 1955 in Weißenbach am Attersee) war ein österreichischer Ingenieur und Unternehmer aus der Familie von Doderer.

## Leben
Nach dem Studium des Maschinenbaus an der Technischen Hochschule Wien arbeitete Richard von Doderer bei der Prager Eisenindustrie AG und wechselte dann zur Poldihütte in Kladno.
1889 von Karl Wittgenstein gegründet und nach dessen Frau Leopoldine benannt, produzierte die Poldihütte seit 1900 „Schnelldrehstähle“ für Waggon- und Lokomotiv-Achsen und seit 1904 hochwertige „Konstruktionsstähle“ für den Automobil- und Flugzeugbau. Die in den USA entwickelten Schnelldrehstähle wurden von Doderer bei der Poldihütte eingeführt. Die Poldihütte wurde so zum ersten Hersteller dieser Stähle in Österreich-Ungarn. Außerdem war Doderer gemeinsam mit Technikern der Daimler-Benz AG wesentlich an der Weiterentwicklung der Autofedern beteiligt. Seine fachliche Begabung und Organisationstalent ließen Doderer bei der Poldihütte rasch in leitende Positionen aufsteigen.
Als die Poldihütte während des Ersten Weltkriegs den Aufträgen der österreichisch-ungarischen Heeresverwaltung nicht mehr nachkommen konnte, musste sie sich nach einer weiteren Produktionsstätte umsehen. 1916 entschied man sich zum Bau eines Zweigwerks der Poldihütte in Komotau in Böhmen. Mit der Planung und der Organisation des Baus dieses neuen Zweigwerks wurde Richard von Doderer beauftragt. Nach dessen erfolgreicher Fertigstellung 1920 leitete es Doderer als Werksdirektor erfolgreich für die folgenden zehn Jahre.
Später wurde Doderer dann Zentraldirektor der Eisenwerke AG Rothau-Neudek mit Sitz im böhmischen Rotava. Diese schloss 1927 mit der Berg- und Hüttenwerks-Gesellschaft in Brünn eine Interessengemeinschaft ab. In diesem Rahmen gründeten die beiden Unternehmen 1928 gemeinschaftlich die Blechwalzwerke AG Karlshütte in Friedeck. Mit der Planung, Errichtung und anschließende Leitung dieses Großunternehmens wurde Richard von Doderer betraut. Für ihn stellte es die Krönung seiner Laufbahn dar, da er nun an der Spitze des damals größten und modernsten europäischen Feinblechwalzwerks stand.
Als die Eisenwerke AG Rothau-Neudek 1931 infolge der Weltwirtschaftskrise zusammenbrachen, wurde ihre Feinblecherzeugung in Rothau und Neudek 1932 von der Blechwalzwerk AG Karlshütte übernommen. Wegen der wirtschaftlich schwierigen Situation musste Doderer harte Sanierungs- und Rationalisierungsmaßnahmen durchführen. Die Werke in Rothau und Neudek mussten geschlossen und die Belegschaft im Werk Karlshütte spürbar reduziert werden. Insgesamt wurden rund 3000 Arbeitnehmer entlassen, was zu hoher Arbeitslosigkeit und sozialen Unruhen in den betroffenen Regionen führte.
Seine Kenntnisse und reichen Erfahrungen konnte Richard von Doderer später als Vorsitzender des Materialprüfungsamts der Technischen Hochschule Prag in der Wissenschaft einsetzen. Außerdem war Doderer Präsident des tschechoslowakischen Metallarbeitgeberverbands, Präsidiumsmitglied des Deutschen Hauptverbands der Industrie in der Tschechoslowakei und Präsidiumsmitglied des Spitzenverbands der tschechoslowakischen Industrie.
1934 ging Doderer frühzeitig in den Ruhestand und bezog im folgenden Jahr eine Villa außerhalb des Orts Weißenbach am Attersee in Oberösterreich. Er hatte dieses aus der Zeit der Jahrhundertwende stammende Gebäude bereits 1928 als Jagdhaus erworben. Die ersten Winter seines Ruhestands verbrachte er noch auf Reisen und nutzte den Wohnsitz am Attersee nur in der wärmeren Jahreszeit. Am 20. Februar 1939 beantragte Doderer die Aufnahme in die NSDAP und wurde rückwirkend zum 1. November 1938 aufgenommen (Mitgliedsnummer 6.457.457), ebenso seine Frau Bertha und ihr Sohn Peter, der Sohn Herbert folgte am 1. Oktober 1940.
Nachdem Richard von Doderer und seine Familie alle ihre Besitztümer, Beteiligungen und Wertanlagen in Böhmen nach Ende des Zweiten Weltkriegs verloren hatten, lebte er bis zu seinem Tod 1955 das ganze Jahr am Attersee.

## Familie
Richard von Doderers Eltern waren der österreichische Architekt und Hochschullehrer Carl Wilhelm Christian von Doderer (1825–1900) und Maria von Doderer geb. von Greisinger (1835–1914), Tochter des Mathematikers und Hochschullehrers Gustav Adolf von Greisinger (1793–1868). Der erbliche Adel war Richards Vater 1877 verliehen worden. Die Familie zählte mit einem Vermögen von rund 12 Millionen Kronen vor dem Ersten Weltkrieg zu den reichsten der Doppelmonarchie Österreich-Ungarn, das aber im Verlauf des Ersten Weltkriegs durch kontinuierliche Zeichnung österreichischer Kriegsanleihen stark vermindert wurde.
Richard von Doderer war verheiratet mit Bertha geb. Michel (1880–1957), Tochter des österreichischen Architekten Hyazinth Michel (1846–1904), Professor an der Staatsgewerbeschule Wien und Träger des Ritterkreuzes des Franz-Joseph-Ordens. Mit ihr hatte er vier Kinder:
- Herbert Richard Wilhelm Hyacinth (1903–1973)
- Wilhelma Bertha Maria Hyacintha (verh. Veranneman van Watervliet) (1906–1981)
- Peter Franz Karl (1909–1997)
- Richard Wilhelm Gottlieb (1919–2000)

Richard von Doderer war der Bruder des Bauunternehmers Wilhelm Carl von Doderer und ein Onkel des berühmten österreichischen Schriftstellers Heimito von Doderer.
Richard von Doderer unterstützte seinen Neffen gelegentlich mit Geldgeschenken, so etwa nach Erscheinen seines Prosa-Erstlings „Die Bresche. Ein Vorgang in vierundzwanzig Stunden“ (1924) mit 2 Millionen Österreichische Kronen. Nach der Heimkehr aus der Kriegsgefangenschaft wohnte Heimito von Doderer vom 1. Februar bis 16. Mai 1946 im Haus seines Onkels in Weißenbach am Attersee. In dieser Zeit verfasste Heimito einen nicht unerheblichen Teil seines Romans Die Strudlhofstiege.